# Ray Benson
Ray Benson (16 de marzo de 1951) es un cantante y guitarrista estadounidense de música country, líder de la agrupación Asleep at the Wheel. Con dicha banda ha grabado más de 20 álbumes y ha ganado 9 premios Grammy. Aunque la alineación de la banda ha experimentado cambios constantes con el correr del tiempo (cerca de 90 músicos han hecho parte de Asleep at the Wheel), Benson siempre se ha mantenido como el único miembro original de la agrupación.
Adicionalmente a su trabajo con Asleep at the Wheel, Benson ha producido álbumes para artistas y bandas como Dale Watson, Suzy Bogguss, Aaron Watson, James Hand y Carolyn Wonderland; también canciones para Willie Nelson, Aaron Neville, Brad Paisley, Pam Tillis, Trace Adkins, Merle Haggard y Vince Gill. También ha grabado tres álbumes de estudio como solista, Beyond Time (2003), A Little Piece (2014) y el compilado Songs from a Stolen Spring (2014).

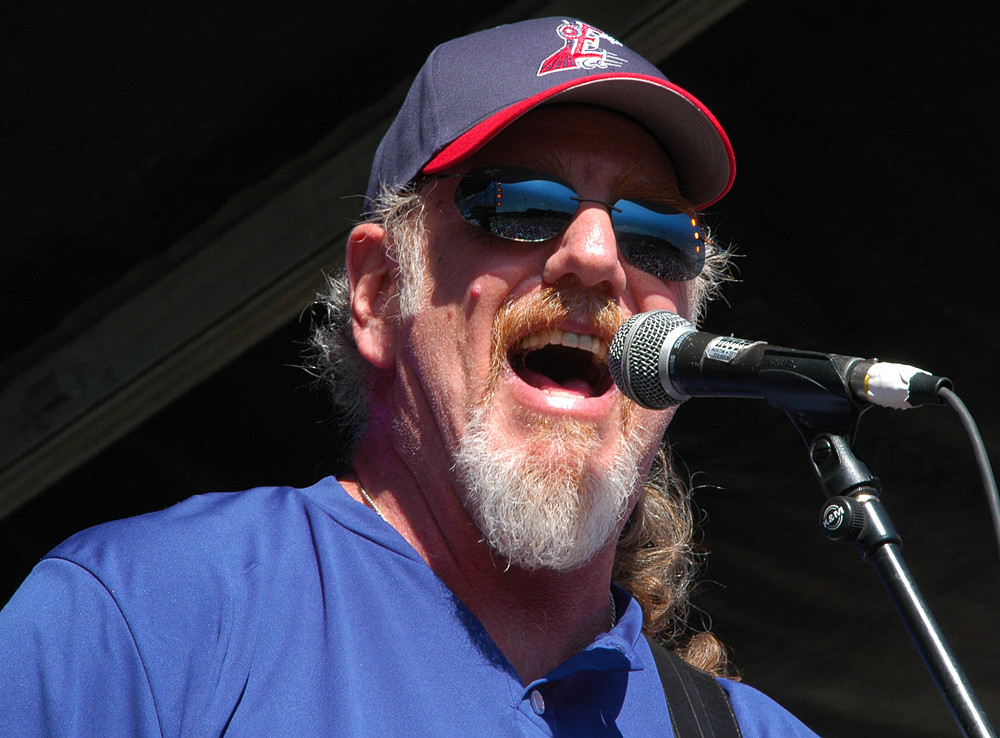
Ray Benson en el 2009

## Discografía

### Solista
- 2003: Beyond Time
- 2014: A Little Piece
- 2014: Songs from a Stolen Spring

## Filmografía
- Why Christmas Trees Aren't Perfect (1990) ... Sir Woodrow (voice)